# Dimantis haani
Dimantis haani es una especie de mantis de la familia Mantidae. Es el único miembro del género monotípico Dimantis.

## Distribución geográfica
Se encuentra en  Java.